# Mortegliano
Mortegliano (friuli nyelven Mortean) település Olaszországban, Friuli-Venezia Giulia régióban, Udine megyében. Lakosainak száma 4809 fő (2023. január 1.). Mortegliano Castions di Strada, Lestizza, Pavia di Udine, Talmassons, Bicinicco és Pozzuolo del Friuli községekkel határos.

## Népesség
A település népességének változása:
| Lakosok száma | 5000 | 4969 | 4809 |
|               | 2017 | 2018 | 2023 |

## Testvérvárosok
- Arborea, Olaszország